# Bognor Regis Town F.C.
Bognor Regis Town FC là một câu lạc bộ bóng đá có trụ sở tại Bognor Regis, West Sussex, Anh. Có biệt danh 'The Rock', đội bóng hiện trực thuộc Sussex County Football Association và thi đấu tại Isthmian League Premier Division.

## Danh hiệu

### Liên đoàn
- Nhà vô địch West Sussex League các mùa giải 1920–21, 1921–22, 1922–23, 1923–24, 1924–25.
- Á quân West Sussex League mùa giải 1897-98.[2]
- Nhà vô địch Sussex County League Div. 1 các mùa giải 1948–49, 1971–72.
- Nhà vô địch Sussex County League Div. 2 mùa giải 1970/71.
- Á quân Southern League Southern Division mùa giải 1980–81.
- Á quân Isthmian Premier Division các mùa giải 2015–16 (không thăng hạng), 2016–17 (thăng hạng).
- Á quân Isthmian Division One mùa giải 1981–82.
- Á quân Isthmian Division One South các mùa giải 2002–03 (thăng hạng), 2010–11 (không thăng hạng), 2011–12 (thăng hạng)

### Cúp
- Bán kết Semi-Finalists mùa giải 2015–16
- Vòng hai FA Cup 4 lần
- Vòng một FA Cup 3 lần
- Nhà vô địch Sussex Senior Cup các mùa giải 1954–55, 1955–56, 1979–80, 1980–81, 1981–82, 1982–83, 1983–84, 1986–87, 2018–19.
- The Sussex Royal Ulster Rifles Charity Cup[3]
  - Nhà vô địch mùa giải 1971–72
  - Á quân mùa giải 1958–59,
- Nhà vô địch Isthmian League Cup mùa giải 1986–87